# Língua lapônica meridional
A língua lapônica meridional ou sámi meridional (Lullisámegiella) pertence ao grupo das línguas lapônicas, e atualmente corre sério risco de extinção. As últimas colônias desta língua são as municipalidades Snåsa e Hattfjelldal, na Noruega. Há aproximadamente 2000 pessoas consideradas etnicamente lapões meridionais na Noruega e na Suécia, mas somente aproximadamente 500 delas falam-na fluentemente.

## Escrita
O lapônica meridional é uma das seis línguas lapônicas que tem uma língua escrita oficial, mas somente alguns livros foram publicados para ele, uma de que é um dicionário lapônico meridional-norueguês.
Usa-se oalfabeto latino:
A/a, B/b, D/d, E/e, F/f, G/g, H/h, I/i, (Ï/ï), J/j, K/k, L/l, M/m, N/n, O/o, P/p, R/r, S/s, T/t, U/u, V/v, Y/y, Æ/æ, Ø/ø, Å/å
C/c, Q/q, W/w, X/x, Z/z são usados nas palavras da origem estrangeira.
Às vezes, costuma-se pelos próprios falantes substituir a letra Æ/æ pelo Ä/ä e o Ø/ø pelo Ö/ö.

Essas variações Ä/ä, Ö/ö são usadas na Suécia, e o Æ/æ, Ø/ø na Noruega. O Ï/ï representa uma versão modificada do I/i, porém muitos autores não veem diferença entre os dois.

## Fonologia
O lapônica meridional tem dois dialetos, o dialeto do norte e do sul. As diferenças fonológica entre eles, são relativamente pequenas; o sistema fonético do dialeto do norte é explicado abaixo.

### Vogais
Os fonemas das vogais do dialeto do norte são os seguintes:
|         | Anterior        | Anterior    | Central         | Central     | Posterior       | Posterior   |
|         | Não-arredondada | Arredondada | Não-arredondada | Arredondada | Não-arredondada | Arredondada |
| ------- | --------------- | ----------- | --------------- | ----------- | --------------- | ----------- |
| Fechada | i (i)           | y (y)       | ɨ (ï/i)         | ʉ (u)       |                 | u (o)       |
| Média   | e (e)           |             |                 |             |                 | o (å)       |
| Aberta  | ɛ (æ/ä)         |             |                 |             | ɑ (a)           |             |

## Gramática

### Alterações nos sons
Uma característica típica do lapônica meridional é a alternação de vogais da primeira sílaba  com uso do trema na declinação e na conjugação das palavras. Frequentemente há três vogais diferentes que alternam uma com a outra no paradigma de uma única palavra, por exemplo como segue:
- ae ~ aa ~ ee: vaedtsedh 'andar' : vaadtsam 'eu ando' : veedtsim ' eu andei'
- ue ~ ua ~ øø: vuelkedh 'sair' : vualkam 'eu saio' : vøølkim 'eu saí'

Esta é a única língua lapônica que não tem alternância consonantal, também conhecida por CVC – sanduíche de vogais.

### Casos
Há 8 casos gramaticais no idioma.
| Caso       | Singular            | Plural                |
| ---------- | ------------------- | --------------------- |
| Nominativo | -                   | -h                    |
| Genitivo   | -n                  | -i / -j               |
| Acusativo  | -m                  | -jte / -ite / -idie   |
| Inessivo   | -sne / -snie        | -ine / -jne / -inie   |
| Elativo    | -ste / -stie        | -jste / -jstie        |
| Ilativo    | -n / -se / -sse     | -jte / -ite / -idie   |
| Comitativo | -ine / -jne / -inie | -igujmie / -jgujmie   |
| Essivo     | -ine / -jne / -inie | (sem forma no plural) |

### Verbos
A conjugação existe nas três pessoas gramaticais.

#### Forma negativa
Tal como no finlandês, nas outras línguas lapônicas e no estoniano, há verbos negativos no lapônica meridional, os quais se conjuga de acordo com o tempo gramatical (passado e não-passado), modo gramatical (indicativo e imperativo), pessoa gramatical (1ª, 2ª e 3ª) e número gramatical (singular, duplo e plural). Isto faz com que ela se difira de algumas outras línguas lapônicas, por exemplo, do lapônica setentrional, que não conjuga os verbos de acordo com o tempo gramatical.
|          | Indicativo "não-passado" | Indicativo "não-passado" | Indicativo "não-passado" | Indicativo passado | Indicativo passado | Indicativo passado |
| Singular | Dual                     | Plural                   | Singular                 | Dual               | Plural             |                    |
| -------- | ------------------------ | ------------------------ | ------------------------ | ------------------ | ------------------ | ------------------ |
| 1ª       | im                       | ean                      | ibie                     | idtjim             | idtjimen           | idtjimh            |
| 2ª       | ih                       | idien                    | idie                     | idtjih             | idtjiden           | idtjidh            |
| 3ª       | ij                       | eakan                    | eah                      | idtji              | idtjigan           | idtjin             |

|          | Imperativo "não-passado" | Imperativo "não-passado" | Imperativo "não-passado" | Imperativo passado | Imperativo passado | Imperativo passado |
| Singular | Dual                     | Plural                   | Singular                 | Dual               | Plural             |                    |
| -------- | ------------------------ | ------------------------ | ------------------------ | ------------------ | ------------------ | ------------------ |
| 1ª       | aelliem                  | aellien                  | aellebe                  | ollem              | ollen              | ollebe             |
| 2ª       | aellieh                  | aelleden                 | aellede                  | ollh               | olleden            | ollede             |
| 3ª       | aellis                   | aellis                   | aellis                   | olles              | olles              | olles              |

## Amostra de texto
Vuelie hov aalka buerkiestidh gåmmebem, Aanna, jïh fierhten beajjetje guvviem dej guaktaj jielemisnie lea. Iemie deahpadimmieh, tjelmiej uvte guvvieh båetieh, guktie govltelæjja vuajna guktie Aanna lea gåetesne nosseminie, dållem nastehteminie. Altese sijjiem dej guaktaj ektievyösemisnie daennie dajvesne, altese barkoem, gåetieiemedine. Jïh seammaaejkien joejkije måjhta guktie jïenehke lea tsoevtsesne jårreminie. Mijjieh hov aerviedibie lea buaredh jïh baahke giesiebiejjen, ihke bovtse bijjene vaeresne jårreminie gårmaj laaremistie. Dagke mujhtehte bovtsem gosse vuajna govnh jïh sjïjlh seamma laakan bïjre svïhtjeminie, jårreminie gosse nastehte. Jis naan aejkien nimhtie tjahkesjamme dållen sjïjlide giehtjedamme, dellie hov aelhkie guarkedh magkarine damtesisnie jïh meanosne Næjla Meehte lij, raaktan goh sealoe geavoemisnie gosse gïehtjede sjïjlh jårreminie. Aelhkebe aaj baajedh åssjalommeside juhtiehtidh gosse nimhtie tjahkesjen, jïh hævvi aaj vualan skejkiehtidh dagkarine domtesisnie.